# Румсько
Румсько (пол. Rumsko) — село в Польщі, у гміні Ґлувчиці Слупського повіту Поморського воєводства.
Населення — 279 осіб (2011).
У 1975-1998 роках село належало до Слупського воєводства.

## Демографія
Демографічна структура станом на 31 березня 2011 року:
|          | Загалом | Допрацездатний вік | Працездатний вік | Постпрацездатний вік |
| -------- | ------- | ------------------ | ---------------- | -------------------- |
| Чоловіки | 144     | 27                 | 109              | 8                    |
| Жінки    | 135     | 31                 | 84               | 20                   |
| Разом    | 279     | 58                 | 193              | 28                   |